# 格林街道
格林街道是中华人民共和国黑龙江省大庆市萨尔图区下辖的一个街道办事处。

## 行政区划
格林街道下辖以下村级行政区划单位：
香逸社区、唯美社区、格林社区、兰德社区、米兰社区。